# Eleições no Território Federal de Rondônia em 1958
As eleições no território federal de Rondônia em 1958 ocorreram em 3 de outubro como parte das eleições gerais no Distrito Federal, em 20 estados e nos territórios federais do Acre, Amapá e Roraima. No presente caso, a Constituição de 1946 fixou um deputado federal para representar cada um dos territórios federais então existentes.

## Resultado da eleição para deputado federal
Informa o Tribunal Superior Eleitoral que houve 7.370 votos nominais (99,66%), 17 votos em branco (0,23%) e 08 votos nulos (0,11%), resultando no comparecimento de 7.395 eleitores. Nos territórios federais representados por um deputado federal, será observado o princípio do voto majoritário.

### Chapa do PTB
| Candidatos a deputado federal em 1958 | Partido | Votação | Percentual | Cidade onde nasceu | Unidade federativa | Observações |
| Aluísio Ferreira                      | PTB     | 3.660   | 49,66%     | Bragança           | Pará               | [ 5 ]       |
| Paulo Nunes Leal                      | PTB     | -       | -          | Carangola          | Minas Gerais       | [ 6 ]       |
| Fontes:                               |         |         |            |                    |                    |             |

### Chapa do PSP
| Candidatos a deputado federal em 1958 | Partido | Votação | Percentual | Cidade onde nasceu | Unidade federativa | Observações |
| Renato Medeiros                       | PSP     | 3.171   | 43,02%     | -                  | Pará               | [ 7 ]       |
|                                       | PSP     |         |            |                    |                    |             |
| Fontes:                               |         |         |            |                    |                    |             |

### Coligação PRP-UDN
| Candidatos a deputado federal em 1958 | Partido | Votação | Percentual | Cidade onde nasceu | Unidade federativa | Observações |
| Joaquim de Araújo Lima                | PRP     | 495     | 6,72%      |                    |                    |             |
|                                       | UDN     |         |            |                    |                    |             |
| Fontes:                               |         |         |            |                    |                    |             |

### Chapa do PL
| Candidatos a deputado federal em 1958 | Partido | Votação | Percentual | Cidade onde nasceu | Unidade federativa | Observações |
| Eduardo Colares                       | PL      | 44      | 0,60%      |                    |                    |             |
|                                       | PL      |         |            |                    |                    |             |
| Fontes:                               |         |         |            |                    |                    |             |